# کالگورلی
کالگورلی یا کلگورلی شهری است در استرالیا. این شهر در منطقه گلدفیلدز-اسپرانس در ایالت استرالیای غربی قرار دارد و در ۵۹۵ کیلومتر (۳۷۰ مایل) شرق و شمال شرق پرت مرکز این ایالت قرار گرفته‌است. شهر کلگورلی در پایان بزرگراه گریت ایسترن واقع شده‌است. در سال ۱۸۹۳ و دوره جستجو برای طلا، این شهر مورد توجه قرار گرفت.
در سرشماری سال ۲۰۱۱ جمعیت کالگوری ۳۱٬۱۰۷ نفر بوده‌است که بزرگترین شهر در منطقه گلدفیلدز-اسپرانس و پنجمین شهر بزرگ استرالیای غربی به حساب می‌آید.
نام کالگورلی مشتق شده‌است از زبان وانگای (بومیان استرالیا) و از واژه Karlkurla به معنی «محل گلابی ابریشمی» گرفته شده‌است.

## تاریخچه

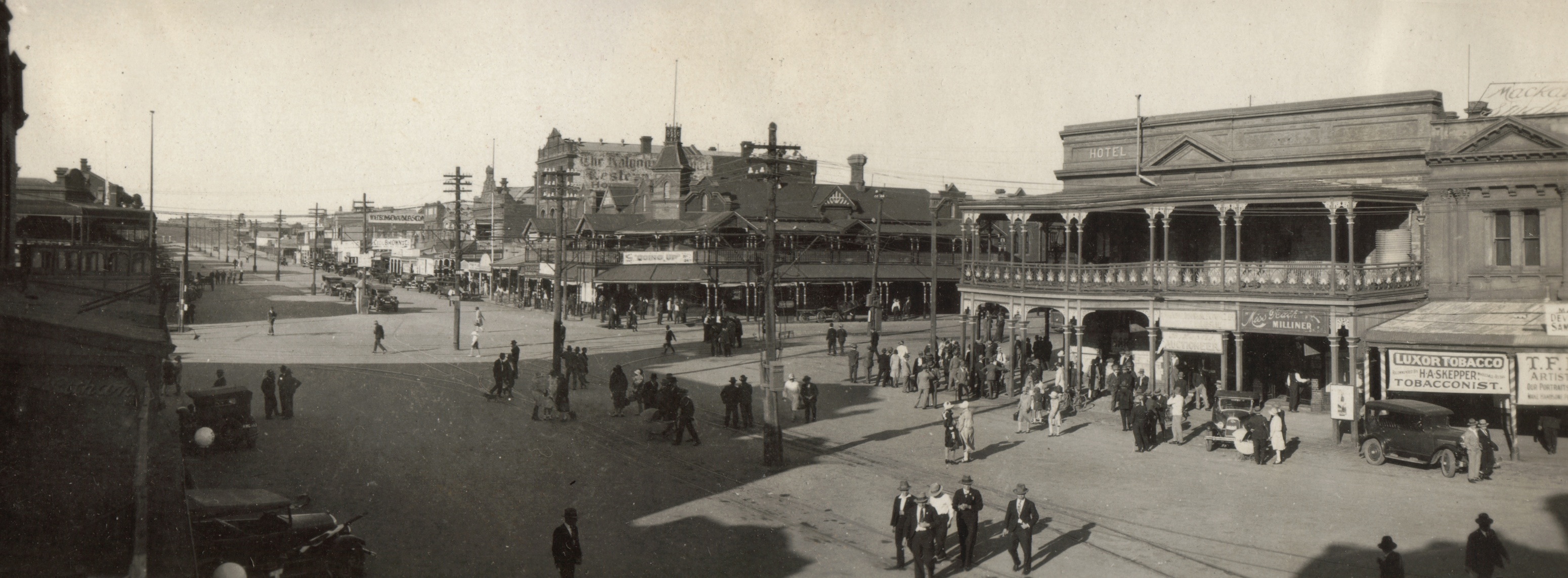
منظره‌ای از شهر در سال ۱۹۳۰.

در سال ۱۸۹۳ تعدادی از اکتشاف گران استرالیا، متوجه وجود طلا در این منطقه شدند و با آوردن صدها کارگر، شروع به اکتشاف طلا کردند. ایجاد مسکن برای این افراد نخستین ساخت و سازهای این شهر محسوب می‌شود.

## معادن
معادن متعدد به ویژه طلا در این منطقه وجود دارد و کنفرانس‌های سالانه در زمین اکتشاف معادن در کالگوری برگزار می‌شود.

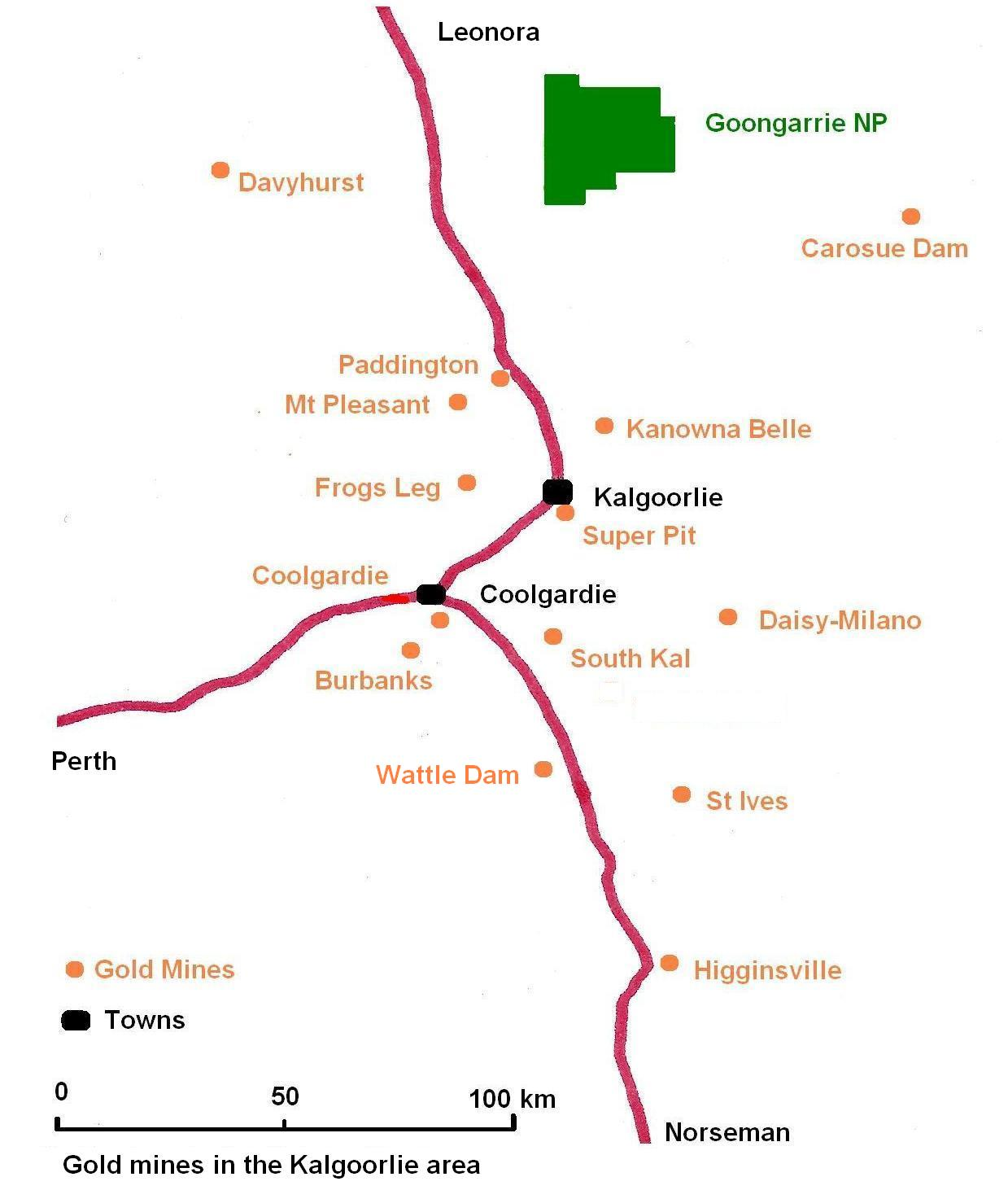
Gold mines in the Kalgoorlie region
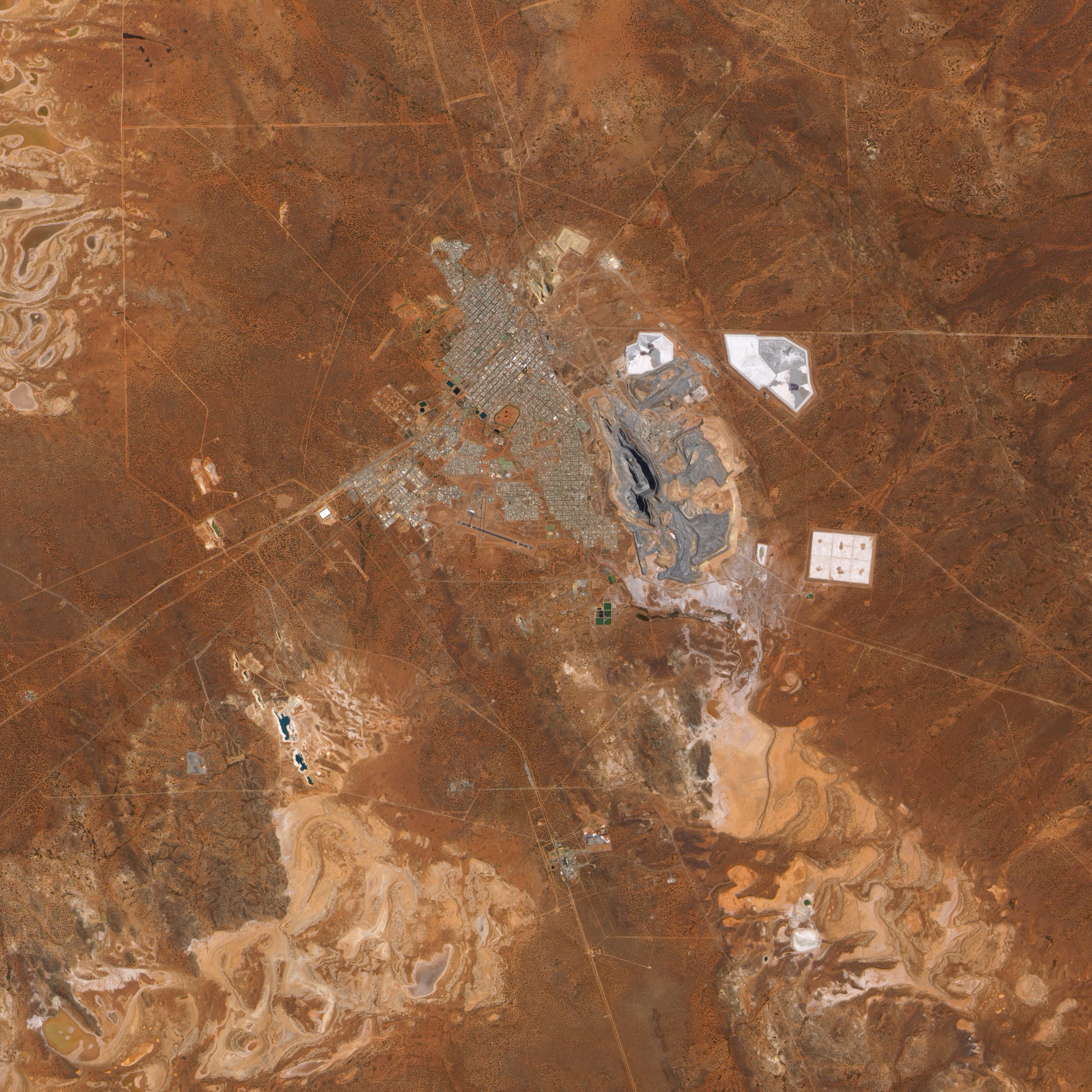
The Super Pit that gives the mine its name appears in the centre of this image.

## حمل و نقل

### راه آهن
کالگوری در مسیر راه آهن سراسری غرب به شرق استرالیا قرار دارد.

### هوایی
فرودگاه کالگوری-بوردر فرودگاه فعال منطقه است و شرکت‌های متعدد مانند Alliance Airlines, Qantas, QantasLink و Virgin Australia دارای پروازهایی به مقصدهای مختلف هستند. شرکت خصوصی Goldfields Air Services نیز در این منطقه فعالیت دارد.

### راه
بزرگراه گریت ایسترن کالگوری را به پرت متصل می‌کند و همچنین بزرگراه گلدفیلدز در این منطقه است.

## یادداشت
1. ↑  Australian Bureau of Statistics (26 June 2012). "2011 Census Quickstats: Kalgoorlie/Boulder (C)". Archived from the original on 24 September 2015. Retrieved 16 October 2012.
2. ↑  Eastern Goldfields Historical Society, Kalgoorlie http://www.kalgoorliehistory.org.au/kalgoorlie.html Retrieved 4 July 2016
3. ↑  Raymond Radclyffe, Wealth and Wildcats, Carlisle, Western Australia: Hesperian (1898, reprinted 2004), p.15.
4. ↑  Diggers and Dealers 2010 – The Song Remains The Same ABC Rural, author: Babs McHugh , published: 2 August 2010, accessed: 26 October 2010
5. ↑  http://www.goldfieldsairservices.com/